# Niceforonia elassodiscus
Niceforonia elassodiscus is een kikker uit de familie Strabomantidae en werd voor het eerst wetenschappelijk beschreven door Lynch in 1973. De soort komt voor in het noordelijk gedeelte van de Andes in Ecuador en in het zuiden van Colombia, Putumayo aan de oostelijke flank van de Nudo de los Pastos op hoogtes van 2300 tot 2900 meter boven het zeeniveau. Niceforonia elassodiscus wordt bedreigd door het verlies van habitat, veroorzaakt door landbouwontwikkeling en vervuiling.